# Kamanje
Kamanje je vesnice a sídlo stejnojmenné opčiny v Chorvatsku v Karlovacké župě. Nachází se u břehu řeky Kupy, těsně u hranic se Slovinskem, asi 8 km severozápadně od Ozalje a asi 24 km severozápadně od Karlovace. V roce 2001 žilo v Kamanje 423 obyvatel, v celé opčině pak 1 100 obyvatel.
V opčině se nachází celkem 7 vesnic, z nichž největší je středisko opčiny Kamanje.
- Brlog Ozaljski – 93 obyvatel
- Kamanje – 423 obyvatel
- Mali Vrh Kamanjski – 60 obyvatel
- Orljakovo – 220 obyvatel
- Preseka Ozaljska – 19 obyvatel
- Reštovo – 112 obyvatel
- Veliki Vrh Kamanjski – 81 obyvatel